# Mistrzostwa Europy w Lekkoatletyce 1974 – sztafeta 4 × 400 m kobiet
Sztafeta 4 × 400 metrów kobiet była jedną z konkurencji rozgrywanych podczas XI Mistrzostw Europy w Rzymie. Rozegrano od razu bieg finałowy 8 września 1974 roku. Zwycięzcą tej konkurencji została sztafeta Niemieckiej Republiki Demokratycznej w składzie: Brigitte Rohde, Waltraud Dietsch, Angelika Handt i Ellen Streidt. W rywalizacji wzięły udział trzydzieści dwie zawodniczki z ośmiu reprezentacji.

## Rekordy
| Rekord świata     | NRD · (Dagmar Käsling, Rita Kühne, Helga Seidler, Monika Zehrt) | 3:23,0  | Monachium, RFN      | 10.09.1972 |
| Rekord Europy     | NRD · (Dagmar Käsling, Rita Kühne, Helga Seidler, Monika Zehrt) | 3:23,0  | Monachium, RFN      | 10.09.1972 |
| Rekord mistrzostw | NRD · (Rita Kühne, Ingelore Lohse, Helga Seidler, Monika Zehrt) | 3:29,28 | Helsinki, Finlandia | 15.08.1971 |

## Wyniki

### Finał
| Miejsce | Reprezentacja   | Zawodniczki                                                              | Czas   | Uwagi |
| ------- | --------------- | ------------------------------------------------------------------------ | ------ | ----- |
| 1       | NRD             | Brigitte Rohde, Waltraud Dietsch, Angelika Handt, Ellen Streidt          | 3:25,2 | CR    |
| 2       | Finlandia       | Marika Eklund, Mona-Lisa Pursiainen, Pirjo Wilmi, Riitta Salin           | 3:25,7 | NR    |
| 3       | ZSRR            | Inta Kļimoviča, Ingrīda Barkāne, Nadieżda Iljina, Natalja Sokołowa       | 3:26,1 | NR    |
| 4       | Polska          | Genowefa Nowaczyk, Krystyna Kacperczyk, Danuta Piecyk, Irena Szewińska   | 3:26,4 | NR    |
| 5       | RFN             | Dagmar Jost, Elke Barth, Hildegard Falck, Rita Wilden                    | 3:27,9 |       |
| 6       | Wielka Brytania | Ruth Kennedy, Jannette Roscoe, Verona Bernard, Donna Hartley             | 3:29,6 |       |
| 7       | Rumunia         | Ibolya Slavic, Alexandra Badescu, Lăcrămioara Diaconiuc, Mariana Suman   | 3:30,8 | NR    |
| 8       | Czechosłowacja  | Eva Štefková, Jindřiška Heřmanská, Eva Kovalčíková, Jozefína Čerchlanová | 3:36,3 |       |